# Prikrivanje seksualne orijentacije
Prikrivanje seksualne orijentacije je oblik ponašanja, u kome u zavisnosti od nivoa u kome pojedinac pokušava sprečiti razotkrivanje svog homoseksualnog i biseksualnog identiteta, vrši usklađivanje ponašanja i izgleda sa heteroseksualnim i rodnim normama uključujući i izbegavanje razgovora o LGB tematici kao što su LGB odnosi, LGB zajednica i aktivizam.
Prema svim dosadašnjim saznanjima iz brojnih istaživanja prikrivanje seksualne orijentacije smatra se nezrelim, politički neodgovornim oblikom ponašanja jer takve osobe gube modalitete i podršku LGB zajednice i osećaju se kao manje vredni članovi te iste zajednice, a to je opet praćeno, kongnitivnim i somatskim poremećajima, osećajem krivice i nižeg samopouzdanja vezanog za LGB identitet.

## Opšta razmatranja
Prema sprovedenim analizama (npr meta-analizsma Meyera iz 2003. godine, Hatzenbuehlera, iz 2009. godine, Lewisa, iz 2009. godine, Cokera, Austina i Schustera, iz 2010. godine, King i sar, iz 2008. godine) osobe koje pripadaju nekoj od seksualnih manjina imaju, za razliku od heteroseksualnih osoba, 2,5 puta veću mogućnost da tokom života obole od nekog psihičkog poremećaja. Među ovim poremećajima dominiraju internalizovani depresivni i anksiozni poremećaji i samoubilačke ideje, a među eksternalizovanim poremećaji upotreba psihoaktivnih supstanci i rizično seksualno ponašanje.
Iako su razlike među određenim populacijama prisutne još u adolescenciji, one ostaju stabilne i u odraslom dobu,. Međutim i unutar samih seksualnih manjina postoje neke razlike u mentalnom zdravlju. U ovom kontekstu treba istaći (na osnovu podataka iz brojnih studija) da biseksualne osobe imaju još viši nivo anksioznosti, depresivnosti i negativnog afekta prikrivanja seksualnosti nego homoseksualne osobe.

## Razlika između prikrivanja seksualne orijentacije i autovanja
I pored toga što se u literaturi prikrivanje seksualne orijentacije često izjednačava sa autovanjem ili kaming autom (izrazom koji uglavnom koristi gaj populacija za javno priznavanje svoje seksualne orijentacije) kao merom istog ali šireg značenja, mada u tome postoje neke razlike. Prema Meidlingeru i Hopeu (2014) autovanje se odnosi na proces u kojemu osoba razotkriva svoj LGB identitet pred svojom porodicim, prijateljima i/ili drugim poznanicima. Dakle, prikrivanje seksualne orijentacije nije samo odsustvo autovanja, već i usmerenost na sprečavanje autovanja. Međutim, rezultati nekih novijih istraživanja, potvrđuju kako se radi o dva povezana, ali i relativno nezavisna pojma. Obe varijable imaju određeni nezavisni doprinos u poređenju sa drugim varijablama vezanim za mentalno zdravlje ili manjinski identitet. Na primer, prikrivanje za razliku od autovanja značajno predviđa neke od aspekata negativnog manjinskog identiteta.
U tom smislu Meidlinger i Hop, 2014. godine u svojim istraživanjiam su zaključili kako je prikrivanje seksualne orijentacije kao pojam prikladnije koristiti u kontekstu modela manjinskog stresa jer se pokazao kao relevantniji u predviđanju pretpostavljenih veza između delova modela.

## Prikrivanje seksualne orijentacije kao uvod u kongnitivni teret, pogrešnu percepciju i somatizaciju
Konstantna preokupacija sa prikrivanjem i stalnim nadgledanjem sopstvenog ponašanja predstavlja kognitivni teret za osobe homoseksualne i biseksualne orijentacije.
Eksperimentalno je dokazano da osobe koje skrivaju seksualnu orijentaciju ostvaruju lošije rezultate na kognitivnim i fizičkim zadacima. Na primer, LGB osoba koja ide na razgovor za posao i pokušava sakriti svoju seksualnu orijentaciju kako bi povećala šanse da dobije posao može paradoksalno imati lošije rezultate jer je kognitivno bila preokupirana prikrivanjem seksualne orijentacije.
Takođe konstantno prikrivanje dela identiteta stvara poteškoće u pravilnoj percepciji samoga sebe i prepoznavanju sopstvenih mogućnosti. Disocijacija seksualnog identiteta od ostatka negativno utiče na samopoštovanje. Prikrivanje seksualne orijentacije praćeno je osećajima krivice i stida, depresivnom i anksioznom simptomatologijom, a negativno se odražava i na neuroimulonoške procese.

## Prikrivanje seksualne orijentacije kao neodgovoran oblik ponašanja
Prema svemu iznetom može se zaključiti da je prikrivanje nezreli, politički neodgovoran oblik ponašanja u kome osobe koje skrivaju seksualnu orijentaciju gube modalitete i podršku LGB zajednice i osećaju se kao manje vredni članovi te iste zajednice, a to je opet praćeno i osećajem krivice i nižeg samopouzdanja vezanog za LGB identitet.

## U ormaru
„U ormaru” је izraz koji se upotrebljava za LGBT+ osobe koje nisu obelodanile svoju seksualnu orijentaciju ili rodni identitet i aspekte istih. Takođe se može odnositi na osobe koje kriju deo svog identiteta zbog pritiska društva.
Krajem 20. veka u Americi „ormar” je postao centralna metafora za obuhvatanje istorije i društvene dinamike gej života. Koncept ormara je neodvojiv od pojma autovanja. Narativ „ormara” postavlja implicitnu dualnost bivanja unutar ili izvan njega. Oni koji žive „u ormaru” su često stigmatizovani da žive lažne, nesrećne živote. Međutim, iako bi mnogi verovatno želeli da žive autovani život, postoje oni koji to ne mogu zbog društvenih, ekonomskih, porodičnih i ličnih posledica te ostaju svesno ili nesvesno u ormaru. Odluka da se izađe iz ormara ostaje duboko lična tema.
U 21. veku pojavio se pojam koji se zove „stakleni ormar” i on se koristi za javne ličnosti (političare, poznate) koje su privatno LGBT+, ali se u javnoj ulozi ne ponašaju tako (na primer, ne izlaze sa osobom istog pola sa kojom su ili ne ulaze u homoseksualne brakove).
Pojam „ormara” postaje sve više prevaziđeni termin stoga što homoseksualnost postaje normalizovanija u sve više društava.

## Literatura
- Chauncey, George (1994). Gay New York: Gender, Urban Culture, and the Making of the Gay Male World, 1890–1940. New York: Basic Books. Cited in Seidman 2003.
- Humphreys, L. (1970). Tearoom Trade: Impersonal Sex in Public Places. Chicago: Aldine.
- Kennedy, Elizabeth. "'But We Would Never Talk about It': The Structure of Lesbian Discretion in South Dakota, 1928-1933" in Inventing Lesbian Cultures in America, ed. Ellen Lewin (1996). Boston: Beacon Press. Cited in Seidman 2003.
- Seidman, Steven (2003). Beyond the Closet; The Transformation of Gay and Lesbian Life.  0-415-93207-6.
- Seidman, Steven, Meeks, Chet and Traschen, Francie (1999), "Beyond the Closet? The Changing Social Meaning of Homosexuality in the United States." Sexualities 2 (1)
- Sedgwick, Eve Kosofsky. Epistemology of the Closet (reprinted 1992).
- Epistemology of the Closet (reprinted 1992) by Eve Kosofsky Sedgwick,  0-520-07874-8.
- Dossie Easton, Catherine A. Liszt, When Someone You Love Is Kinky, Greenery Press, 2000.  1-890159-23-9.

## Spoljašnje veze
- Empty Closets - Coming Out Resources and a Safe Place to Chat
- The Human Rights Campaign's Coming Out Guides
- The Human Rights Campaign is the leading agency of the National Coming Out Project
- FBI to investigate if Orlando gunman's sexuality was a motive in shooting The Guardian, 2016